# SkyDSL
 (juillet 2025).

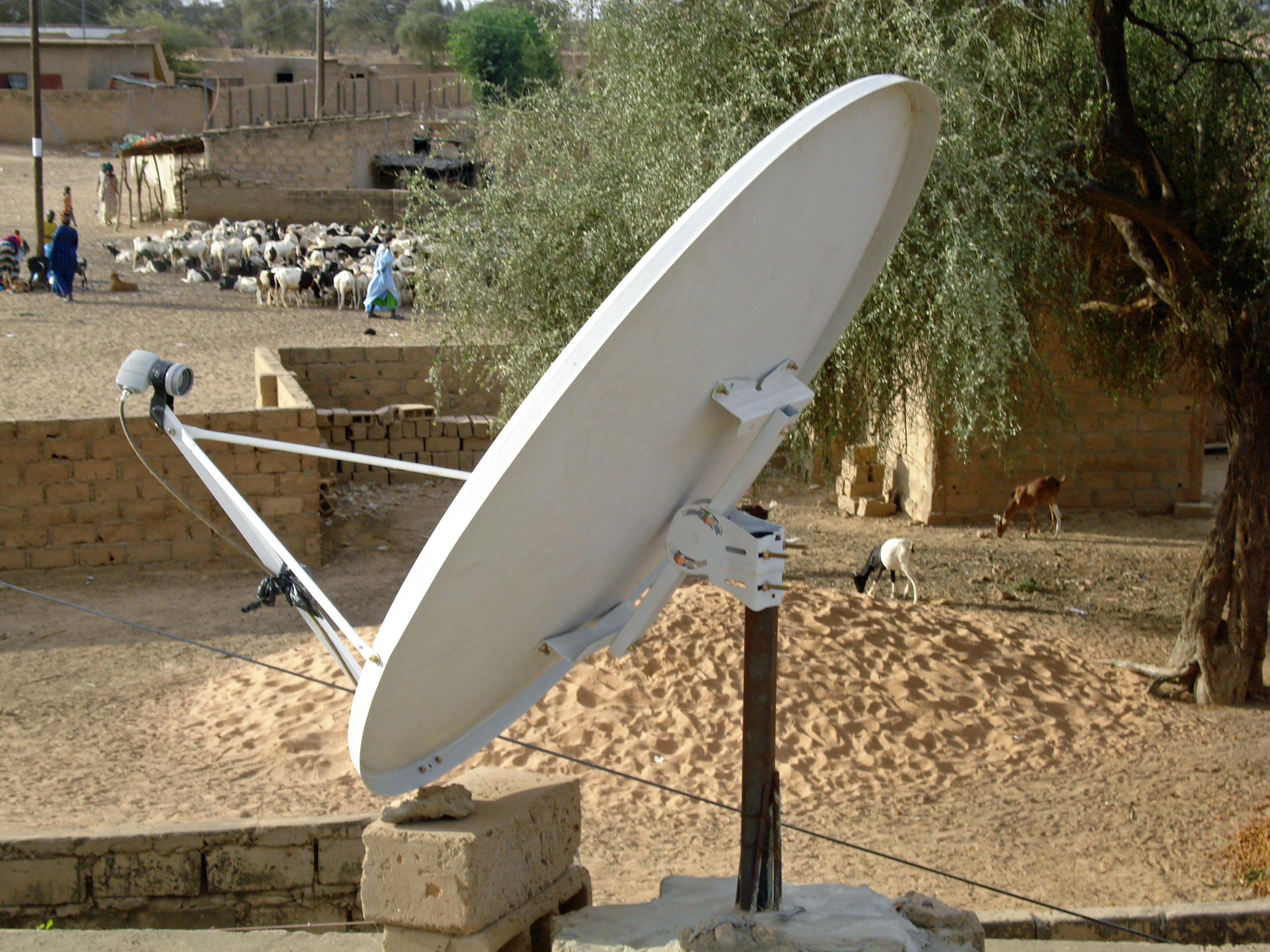
Une antenne émettrice/réceptrice compatible skyDSL au Sénégal.

skyDSL est un service européen de l'opérateur allemand skyDSL Global GmbH qui offre depuis 1999 un accès internet via un satellite. 

## Principe
Dans la solution initiale proposée par skyDSL à partir de 1999, le trafic descendant (downstream) passait par le satellite et le trafic montant (upstream) par une ligne terrestre : modem ou RNIS. Dans la solution skyDSL 2, lancée en 2009, le trafic descendant et le trafic montant passent tous les deux par le satellite.
La connexion est établie par une antenne satellite habituelle (« parabole »). Les données reçues sont d’abord converties des hautes fréquences du satellite par un Low Noise Block Converter (LNB) en fréquences intermédiaires plus basses (BIS commutée), puis retransmises et transformées, par une carte spécifique dans le PC, pour les applications concernées, comme le navigateur Web par exemple.
Ce produit partage la capacité des satellites durant les heures de pointe, ce qui fait que durant celles-ci le trafic peut être très perturbé en vitesse 1, mais la vitesse 2 permet d'être prioritaire avec le double, voire le triple du débit de téléchargement jusqu'à 8 000 kbit/s à 24 000 kbit/s sans interruption avec un minimum de variations. Des frais supplémentaires sont applicables en vitesse 2.